# Mitjet 2L
 (juillet 2023).
Chronologie des modèles ([[]] - [[]])
La Mitjet 2L est une voiture de course conçue et fabriquée en France, qui permet de participer à des championnats de formule monotype.

## Histoire
Créée et mise au point par Jean-Philippe Dayraut, la Mitjet 2L est un véhicule de course de tarif abordable. La formule Mitjet 2L s'est développée en France et à l'international, des championnats Mitjet 2L ayant été créés en Russie, en Italie ou encore aux États-Unis.
En 2020, la marque a pris un nouveau virage. Voiture de course qui attendait un renouveau, la Mitjet change en effet de propriétaire. Le championnat de course automobile sur circuit est désormais piloté par Christophe Cresp. Mitjet, devient Mitjet International sous l’impulsion de ce nouveau pilote et chef d'entreprise.
Dans le championnat Mitjet 2L tous les pilotes partent avec les mêmes autos (châssis, moteur, boîte de vitesses…), seuls quelques réglages peuvent être apportés.

## Caractéristiques techniques de la voiture
| Moteur            | 2 litres, 16 soupapes   |
| Puissance         | 230 chevaux             |
| Châssis           | Acier tubulaire         |
| Boîte de vitesses | Séquentielle 6 vitesses |
| Poids             | 830 kg                  |
| Jantes            | 18 pouces               |
| Pneus             | Yokohama 255/45/18      |
| Transmission      | Propulsion              |
| Autonomie         | 37 litres               |
| Hauteur           | 1 300 mm                |
| Largeur           | 1 800 mm                |
| Longueur          | 4 100 mm                |
| Biplace           |                         |
| Homologué FFSA    |                         |

## Format des courses
Le championnat est constitué de sept épreuves sur divers circuits français et européens attribuant des points en fonction du classement du pilote. En fin de saison, le cumul de point désigne le vainqueur du championnat.
Chaque meeting est constitué de deux manches de qualification et de quatre courses sprint de vingt minutes chacune. Les courses sont à départ lancé et la grille de départ est déterminée par les résultats des deux manches de qualification.

## Palmarès du trophée France
| Année | Vainqueur           | Pays     | Écuries             |
| ----- | ------------------- | -------- | ------------------- |
| 2024  | Romain Damiani      | France   | GTDrive Racing Team |
| 2023  | Charles Roussanne   | France   | VPS Racing Team     |
| 2022  | Romain Favre        | France   | VPS Racing Team     |
| 2021  | Louis Rousset       | France   | VPS Racing Team     |
| 2020  | Povilas Jankavicius | Lituanie | Arctic Energy       |
| 2019  | Povilas Jankavicius | Lituanie | Arctic Energy       |
| 2018  | Sébastien Baud      | France   | Cool Racing         |
| 2017  | Fabien Lavergne     | France   | MV2S Racing         |
| 2016  | Clément Berlié      | France   | VIP Challenge       |
| 2015  | Nicolas Gomar       | France   | AGS Events          |
| 2014  | Yann Ehrlacher      | France   | Yvan Muller Racing  |
| 2013  | Ronald Basso        | France   | BM92                |
| 2012  | Ronald Basso        | France   | BM92                |